# Inge Faes
Inge Faes (Hamme, 29 mei 1973) is een voormalig Belgisch politica uit de provincie Antwerpen.

## Levensloop
Ze studeerde in 1996 af als licentiaat in de rechten aan de Universiteit Antwerpen, met een specialisatie in het zee- en binnenscheepvaartrecht, die ze in 1997 voltooide. In 2015 behaalde ze nog een postgraduaat in gezondheidsrecht en -ethiek. In 1998 werd ze advocate aan de balie van Mechelen en richtte haar eigen kantoor op in Puurs. Als advocate specialiseerde ze zich in jeugdrecht.
Faes werd politiek actief voor de N-VA en werd voor deze partij de voorzitter van de partijafdeling van Puurs. Van 2010 tot 2014 was voor de N-VA tevens rechtstreeks gekozen senator in de Senaat. Ze was er ondervoorzitter van de commissie Binnenlandse Aangelegenheden en lid van de commissie Justitie.
Tevens zetelde ze van 2007 tot 2018 in de gemeenteraad van Puurs. Vanaf september 2014 zetelde ze als onafhankelijk gemeenteraadslid in de gemeenteraad van Puurs, dat in 2018 met Sint-Amands fuseerde tot Puurs-Sint-Amands. Van januari 2019 tot december 2024 was Faes gemeenteraadslid van deze fusiegemeente, voor de lokale lijst KR8, een samenwerkingsverband van sociaaldemocraten, liberalen en onafhankelijken.
In februari 2024 werd ze actief voor Voor U, de nieuwe partij van Els Ampe. Bij de Vlaamse verkiezingen van juni 2024 was ze lijsttrekker voor de partij in de kieskring Antwerpen, maar ze werd niet verkozen.